# Барвил (Ер)
Барвил (фр. Barville) насеље је и општина у северној Француској у региону Горња Нормандија, у департману Ер која припада префектури Берне.
По подацима из 2011. године у општини је живело 70 становника, а густина насељености је износила 25,83 становника/km². Општина се простире на површини од 2,71 km². Налази се на средњој надморској висини од 160 метара (максималној 179 m, а минималној 148 m).

## Демографија
| 1962. | 1968. | 1975. | 1982. | 1990. | 1999. | 2011. |
| ----- | ----- | ----- | ----- | ----- | ----- | ----- |
| 45    | 52    | 47    | 50    | 59    | 61    | 70    |

График промене броја становника у току последњих година